# Сватання Майлза Стендіша
Сватання Майлза Стендіша (англ. The Courtship of Miles Standish) — американська історична драма режисера Фредеріка Саллівана 1923 року.

## Сюжет
Поема Генрі Лонґфелло Сватання Майлза Стендіша — це історія пілігримів, які тікали від релігійних переслідувань з Англії і прибули до Америки на борту пасажирського судна «Мейфлавер». Джон Олден, після численних пригод в морі і з індіанцями на суші, просить свого друга Майлза Стендіша допомогти йому здобути прихильність Прісцилли Малленс.

## У ролях
- Чарлз Рей — Джон Олден
- Енід Беннетт — Прісцилла Малленс
- Е. Елін Воррен — Майлз Стендіш
- Джозеф Дж. Даулінг — старійшина Брюстер
- Сем Де Грасс — Джон Карвер
- Норвал МакГрегор — Вільям Бредфорд
- Томас Голдинґ — Едвард Вінслоу
- Френк Фаррінгтон — Ісаак Аллертон
- Біллі Салліван — Джон Говланд
- Сідні Брейсі